# Ceratocaryum fimbriatum
Ceratocaryum fimbriatum är en gräsväxtart som först beskrevs av Carl Sigismund Kunth, och fick sitt nu gällande namn av Hans Peter Linder. Ceratocaryum fimbriatum ingår i släktet Ceratocaryum och familjen Restionaceae. Inga underarter finns listade i Catalogue of Life.